# Вальбурга
Святая Вальбурга Хайденхаймская (нем. Heilige Walburga von Heidenheim, точнее, но практически неупотребляемое имя Вальборг (Valborg),  а также Вальбург (Walburg), Вальтпурде (Waltpurde). В России — Вальпургия или Вальпурга; предположительно около 710 года в южноанглийском регионе Уэссекс (называемого также «Западным Саксонским королевством») — предположительно 25 февраля 779 года (по другим источникам в 780 году) в Хайденхайме) — английская бенедиктинка и настоятельница монастыря в Хайденхайме. Дочь святого Ричарда Уэссекского и блаженной Вуны Уэссекской. Сестра святых братьев Виллибальда и Вунибальда. Родственница (племянница) святого Бонифация. Почитается святой в Римско-католической церкви и с 2006 года как местночтимая святая в Берлинской и Германской епархии Русской православной церкви.

## Жизнеописание
Вальбурга родилась в 710 году как одна из многих детей состоятельной английской семьи в Девоншире (Уэссекс). Неподтверждённое документально предание считает её дочерью англосакского короля Ричарда Уэссекского, но в любом случае она имела дворянское происхождение. Рано осиротев, уже в 11-летнем возрасте была отправлена в монастырь Уимборна графства Дорсет, в это время известный своей учёностью и достойным образованием для девушек из западно-саксонского благородного общества. Имея наставником мудрую игумению Тетту, Вальбурга прожила в монастыре 26 лет и все эти годы готовилась к миссионерской деятельности на землях тогда ещё языческой Германии.
Особое значение для духовного возрастание Вальбурги имело известие о том, что её родные братья Виллибальд и Вунибальд, откликнувшись на призыв дяди Бонифация, отправились с христианской миссией на европейский материк. Для укрепления веры они сначала совершили паломничество в Рим, а Виллибальд, оставив в «вечном городе» младшего Вунибальда учиться, отправился дальше в Святую землю. Спустя время оба брата были призваны для миссионерской работы в Германию. Вунибальд основал в Средней Франконии монастырь-миссию Хайденхайм, а Виллибальд стал первым епископом Айхштетта.
Посетив родину, святой Вунибальд убедил настоятельницу женского монастыря отпустить Вальбургу в миссию на континент, и вскоре она пересекла Ла-Манш и сошла на берег, вероятно, вблизи Антверпена. Вместе с ней высадились молодая инокиня Хугебурк (в последующем она напишет жития святых Виллибальда и Вунибальда), родственница монахиня Лиоба и другие инокини. Предание свидетельствует, что во время переправы разразился жестокий шторм и корабль начал терпеть бедствие. Именно к этому событию верующие относят первое чудо, совершённое святой Вальбургой: она опустилась на колени, принялась молиться, и вскоре шторм прекратился. С тех пор Вальбургу принято считать покровительницей моряков и заступницей против морской непогоды.
Сначала её новая родина находилась в Таубербишофсхайме, где она насельничала в руководимом святой Лиобой монастыре. После смерти в 761 году брата Вунибальда она приняла на себя руководство его двойным (мужским и женским) миссионерским монастырём. Будучи настоятельницей крупного монастыря Хайденхайм, святая Вальбурга стала одной из самых влиятельных женщин христианской Европы. В этом есть и заслуга её родственника, священномученика Бонифация, который одним из первых в Европе увидел в женщинах равноправных христианских миссионеров и дал им возможность проявить себя на этом духовном поприще.
Биограф святой Вальбурги Вольфхард Герриденский сообщает примерно через 200 лет о ещё двух чудесах, совершённых ею: умиротворении взбесившихся собак, напавших на святую, и спасении от голодной смерти ребёнка с помощью всего лишь трёх колосков. К чудесам, совершённым святой Вальбургой, относят также исцеление умирающей девушки и спасение находившейся в родильной горячке женщины. Святую Вальбургу считают заступницей в бедах и скорой помощницей при болезнях, эпидемиях, бешенстве, голоде, неурожае, покровительницей больных, рожениц и крестьян.
Точный день смерти святой Вальбурги однозначно не установлен. Наряду с датой 25 февраля 779 года, которая указана в летописи монастыря Хайденхайм и которой придерживается большинство исследователей, указывается также 780 год. В любом случае, последнее причастие она приняла от своего брата, епископа Виллибальда. После погребения святой Вальбурги монастырь Хайденхайм отошёл под непосредственное управление святого Виллибальда.

## Почитание

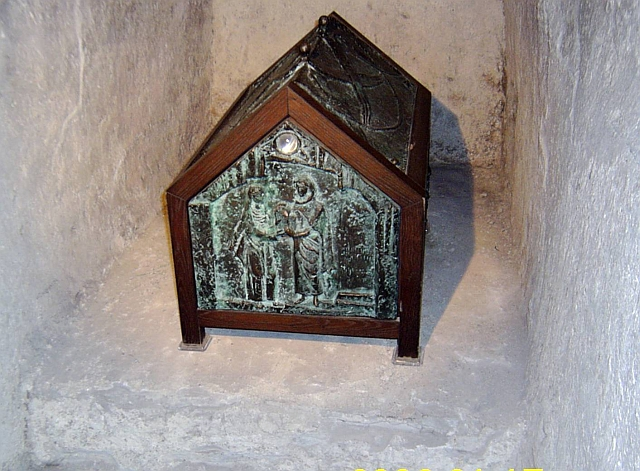
Реликварий с мощами святой Вальбурги. Германия.

Канонизация святой Вальбурги состоялась 1 мая (предположительно в 870 году папой римским Адрианом II) по инициативе епископа Отгара Айхштеттского, обретшего мощи святой и перенёсшего их в церковь Святого Креста. В настоящее время мощи святой Вальбурги покоятся в женском монастыре её имени в Айхштетте.
Со временем, почитание святой среди народа и дворянства росло и расширялось. Максимального распространение оно достигло в XI веке, когда кёльнский архиепископ Анно II в 1069 году торжественно перенёс лобную часть мощей и паломнический посох св. Вальбурги в Берг (ныне это Вальберберг, — административный район города Борнхайм), где они хранятся доныне в сокровищнице приходской церкви Св. Вальбурги.
В 893 году инокиня Любила вместе со своей сестрой Герлиндой основали монастырь в Монхайме, избрав покровительницей святую Вальбургу и получив часть её мощей. В конце Средневековья, известного многими эпидемиями и голодом, имя святой Вальбурги призывалось народом, как скорой помощницы и заступницы, в Германии и на севере Франции. С тех пор мощам святой Вальбурги паломники поклоняются не только в Айхштетте, Монхайме и Вальберберге, но и в Кёльне, Оверате, Уше, Австрии, Швейцарии, Нидерландах, Нормандии, бельгийских городах Антверпене, Ауденарде, Брюгге и Вёрне.
Глубокое почитание святая Вальбурга имела среди монахинь, в том числе и женского эссенского штифта, где на металлическом окладе знаменитого местного Евангелиария святая Вальбурга изображена в виде помощницы игумении Феофании. Также частица мощей святой Вальбурги с X века почиталась в Зауэрланде, в женском штифте Мешеде (ныне мощевик святой Вальбурги в церкви её имени). Многие церкви и часовни, носящие имя святой Вальбурги, до сих пор являются центрами массового паломничества.
Известно, что местные жители на побережьях Фландрии и Нормандии обращались за помощью к святой Вальбурге против мародёрствующих пиратов. Несколько городов, покровительницей которых является святая Вальбурга, находятся на паломническом пути Святого Иакова, например, город Верль в Вестфалии с его исторической церковью Святой Вальбурги.
С 1042 года ежегодно с октября по конец февраля из реликвария с мощами святой Вальбурги в Айхштетте происходит источение мира, названное «„маслом“ Вальбурги». Паломники могут получить это миро, разливаемое по бутылочкам инокинями монастыря. 25 февраля, в день смерти святой Вальбурги, многочисленные паломники посещают её реликварий. В этот день мироточение прекращается до осени. С XV века получают распространение изображения святой Вальбурги с бутылочкой миро в руках. в 2000 году франконский скульптор Эрнст Штайнакер установил скульптуру святой Вальбурги (идущей с посохом и бутылочкой мира, висящей на шейной цепочке) у часовни её имени на горе Вальберла (Франконский Альб) у Кирхеренбаха близ Форххайма. В 2011 судебный биолог эксперт Марк Бенеке провёл исследование пробы «масла» Вальбурги. Оно выявило жидкую жёсткую среду с нейтральной величиной (7) pH.

## Дни памяти
- 25 февраля (по юлианскому календарю) в Берлинской и Германской епархии Русской православной церкви как местночтимой святой с 2006 года[5].
- 3 октября 2023 (и в этот же день ежегодно), в день воссоединения Германии (государственный праздник), впервые был торжественно отмечен праздник Всех Святых в земле Германской просиявших. Список немецких святых был предварительно подготовлен совместной комиссией РПЦ МП и РПЦЗ в Германии и утвержден синодальной комиссией по канонизации святых и изучению житий. На данный момент, в число утверждённых МП святых вошло 12 из первоначального списка более 70 подвижников благочестия первого тысячелетия. Эти давно почитаемые в Германии святые, как, например, священномученик Бонифаций († 754), свят. Корбиниан († 725/30), преп. Лиоба († 782) и преп. Вальпурга († 779), теперь приняты в календарь Русской Православной Церкви.
- 25 февраля (по григорианскому календарю) в Римско-католической церкви и кроме того:

- в Айхштетте: переходящий праздник — день памяти перенесения мощей — в последнее воскресенье апреля;
- в Мюнстере: день памяти прибытия мощей — 4 августа.

- 25 февраля (по григорианскому календарю) в Евангелической церкви Германии согласно Лютеранскому церковному календарю.

В Средневековье 1 мая праздновался как день канонизации святой Вальбурги и с ним традиционно соседствовал языческий праздник «Вальпургиева ночь», не имеющий к христианской святой никакого отношения. В Западной Европе эта традиция сохранилась до наших дней, а 1 мая, в продолжение ночного праздника на площадях небольших городов и сёл происходит установка так называемого «Майского дерева». Кроме того, в Айхштетте день памяти перенесения мощей святой Вальбурги праздновался 25 октября.

## Другое

Церковь Святой Вальбурги в Престоне, Англия

Наряду с освящёнными в честь святой Вальбурги церквами и часовнями, существует несколько больниц, названных её именем как защитницы и покровительницы болящих. Одна из них — больница в Мешеде.
С 1919 года в Мендене работает частная католическая гимназия имени Святой Вальбурги. Она признана на государственном уровне и финансируется католическим орденом «Сестёр святой Марии Магдалины».
В долине Ультенталь (Южный Тироль, Северная Италия) расположен посёлок Санта-Вальбурга.
В западной части Германии, в предгорьях Айфеля, в честь святой Вальбурги назван посёлок на горном склоне. Поселение в 1118 году упоминается как «Mons sanctae walburgis» («гора святой Вальбурги»). В настоящее время это административный район Вальберберг города Боргхайм в Рейнланде. Это цель современного паломничества к реликвиям святой Вальбурги.
В честь Вальбурги назван астероид (256) Вальпурга, открытый в 1886 году.